# Kosov
Kosov (niem. Kosse) – gmina w Czechach, w powiecie Šumperk, w kraju ołomunieckim. Według danych z dnia 1 stycznia 2012 liczyła 319 mieszkańców.